# بينجامين ميندي
بينجامين ميندي (بالفرنسية: Benjamin Mendy) هو لاعب كرة قدم فرنسي في مركز الدفاع ولد في يوم 17 يونيو 1994 في فرنسا، يلعب حالياً مع نادي لوريان في الدوري الفرنسي.
بدأ مسيرته الإحترافية عام 2011 مع نادي لوهافر، ثم أولمبيك مرسيليا من 2013 إلى 2016، قبل أن ينضم إلى نادي موناكو لموسم واحد فاز فيه بلقب الدوري الفرنسي 2016-2017، انتقل بعدها إلى فريق مانشستر سيتي حيث كان أغلى مدافع في التاريخ ومن ثم إنضم إلى فريقه الحالي نادي لوريان الفرنسي.
فاز ميندي بستة ألقاب حاز عليها خلال 31 مباراة لعبها مابين 2017 إلى 2019 منها الدوري الإنجليزي مرتين، كأس العالم 2018 مع المنتخب الفرنسي، درع المجتمع الإنجليزي والفوز مرتين بكأس رابطة الأندية الإنجليزية المحترفة.
توقفت مسيرته الكروية لمدة سنتين من أغسطس 2021 إلى يوليو 2023، بعد أن وجهت له تهم بالاغتصاب والاعتداء الجنسي من قبل سبعة نساء. بعد وضعه رهن الاحتجاز الإحتياطي، أطلق سراحه بكفالة وتحت إشراف قضائي، حيث نفى اللاعب كل التهم الموجهة إليه متمسكا ببراءته. في 13 يناير، بعد ثلاث أسابيع من المحاكمة أصدرت المحكمة البريطانية قرارها بتبرئة مندي من كل التهم المنسوبة إليه.وفي 21 نوفمبر 2023 قال محامي اللاعب أنه تم رفع دعوى قضائية ضد ناديه السابق مانشستر سيتي لعدم دفع راتبه لما يقارب عامين.

## بطولات
- الدوري الإنجليزي الممتاز: البطل (2): 2017–18، 2018–19.
- كأس رابطة الأندية الإنجليزية المحترفة: البطل (3): 2017–18، 2018–19، 2019–20.
- كأس الاتحاد الإنجليزي: البطل (1): 2018–19.
- درع الاتحاد الإنجليزي: البطل (2): 2018، 2019.

## روابط خارجية
- بينجامين ميندي على موقع الاتحاد الأوربي (الإنجليزية)
- بينجامين ميندي على موقع رابطة كرة القدم الفرنسية للمحترفين (الإنجليزية)
- بينجامين ميندي على موقع إي إس بي إن إف سي (الإنجليزية)
- بينجامين ميندي على موقع قاعدة بيانات كرة القدم.إي يو (الإنجليزية)
- بينجامين ميندي على موقع ليكيب (الفرنسية)
- بينجامين ميندي على موقع ناشيونال فوتبول تيمز (الإنجليزية)
- بينجامين ميندي على موقع Soccerbase.com (لاعب) (الإنجليزية)
- بينجامين ميندي على موقع Soccerway.com (الإنجليزية)
- بينجامين ميندي على موقع عالم كرة القدم.نت (الإنجليزية)
- بينجامين ميندي على موقع كووورة